# Chicago Outfit
The Chicago Outfit är en maffiaorganisation som har en lång historia, daterad långt före förbudstiden. Chicago-familjen är inte indelad i en pyramid med boss-capos-soldater som i andra städer, utan i stället i tre geografiska sektioner med var sin "area boss". Hur dessa organiserar sina respektive "crews" är upp till dem. Från Chicago kontrolleras åtskilliga mindre städers familjer - till exempel anser många att Clevelands boss Joe "Loose" Iacobacci egentligen bara är en soldat i Chicago-familjen. Även familjerna i Milwaukee, S:t Louis, Kansas City och Los Angeles kontrolleras traditionellt av "the Outfit".
Den mest kända av "the Outfits" soldater på senare tid torde vara Anthony "The Ant" Spilotro, på vilkens liv (och död i öknen utanför Las Vegas) filmen Casino bygger.

## Maffiabossar
- 1910–1920 — Giacomo "James", "Big Jim" Colosimo (1877–1920)
- 1920–1925 — John "Johnny the Fox" Torrio (1882–1957)
- 1925–1932 — Alphonse "Al", "Scarface" Capone (1899–1947)
- 1932–1943 — Frank "The Enforcer" Nitti (1903–1943) (frontboss)
- 1932–1945 — Paul "The Waiter" Ricca (1897–1972)
- 1945–1956 — Anthony "Joe Batters" Accardo (1906–1992)
- 1957–1966 — Salvatore "Momo" Giancana (1908–1975)
- 1966–1967 — Samuel "Teets" Battaglia (1908–1973)
- 1967–1969 — John "Jackie the Lackey" Cerone (1914–1996)
- 1969–1971 — Felix "Milwaukee Phil" Alderisio (1912–1971)
- 1971–1986 — Joseph "Joey Doves" Aiuppa (1907–1997)
- 1986–1989 — Joseph "Joe Nagall" Ferriola (1948–1989)
- 1989–1993 — Samuel "Wings" Carlisi (1914–1997)
- 1994–2003 — John "No Nose" DiFronzo (1928–)
- 2003–2007 — James Marcello (1941-)
- 2007–2014 — John DiFronzo (1928-)
- 2014– Salvatore DeLaurentis

## Associerade medlemmar
- Sam DeStefano, "Mad Sam" (dödad 1973)
- Ken Eto, "Tokyo Joe" (död 2004)
- Frank Rosenthal, "Lefty"
- Frank Schweihs, "The German"
- John Spilotro
- Michael Spilotro
- Victor Spilotro